# Communauté rurale de Keur Mboucki
La communauté rurale de Keur Mboucki est une communauté rurale du Sénégal située au centre du pays. 
Dotée d'une nouvelle configuration en 2011 avec la création de la communauté rurale de Diamal, elle fait partie de l'arrondissement de Keur Mboucki, du département de Birkelane et de la région de Kaffrine.